# Arabian Gardens Mobile Home Park
Arabian Gardens Mobile Home Park es un área no incorporada ubicada en el condado de Riverside en el estado estadounidense de California.

## Geografía
Arabian Gardens Mobile Home Park se encuentra ubicada en las coordenadas 33°43′50″N 116°14′29″O / 33.73056, -116.24139.